# Mpho Madi
Mpho Madi (Ermelo, 30 de mayo de 1988) es una deportista sudafricana que compite en lucha libre. Ganó una medalla de bronce en los Juegos Panafricanos de 2007 y en el Campeonato Africano de Lucha de 2008.
Obtuvo una medalla de bronce en los Juegos de la Mancomunidad de 2014.

## Palmarés internacional
| Juegos Panafricanos       | Juegos Panafricanos | Juegos Panafricanos | Juegos Panafricanos |
| Año                       | Lugar               | Medalla             | Categoría           |
| ------------------------- | ------------------- | ------------------- | ------------------- |
| 2007                      | Argel (Argelia)     | Medalla de bronce   | 51 kg               |
| Campeonato Africano       |                     |                     |                     |
| Año                       | Lugar               | Medalla             | Categoría           |
| 2008                      | Túnez (Túnez)       | Medalla de bronce   | 51 kg               |
| Juegos de la Mancomunidad |                     |                     |                     |
| Año                       | Lugar               | Medalla             | Categoría           |
| 2014                      | Glasgow ()          | Medalla de bronce   | 53 kg               |